# Wilhelm von Köln

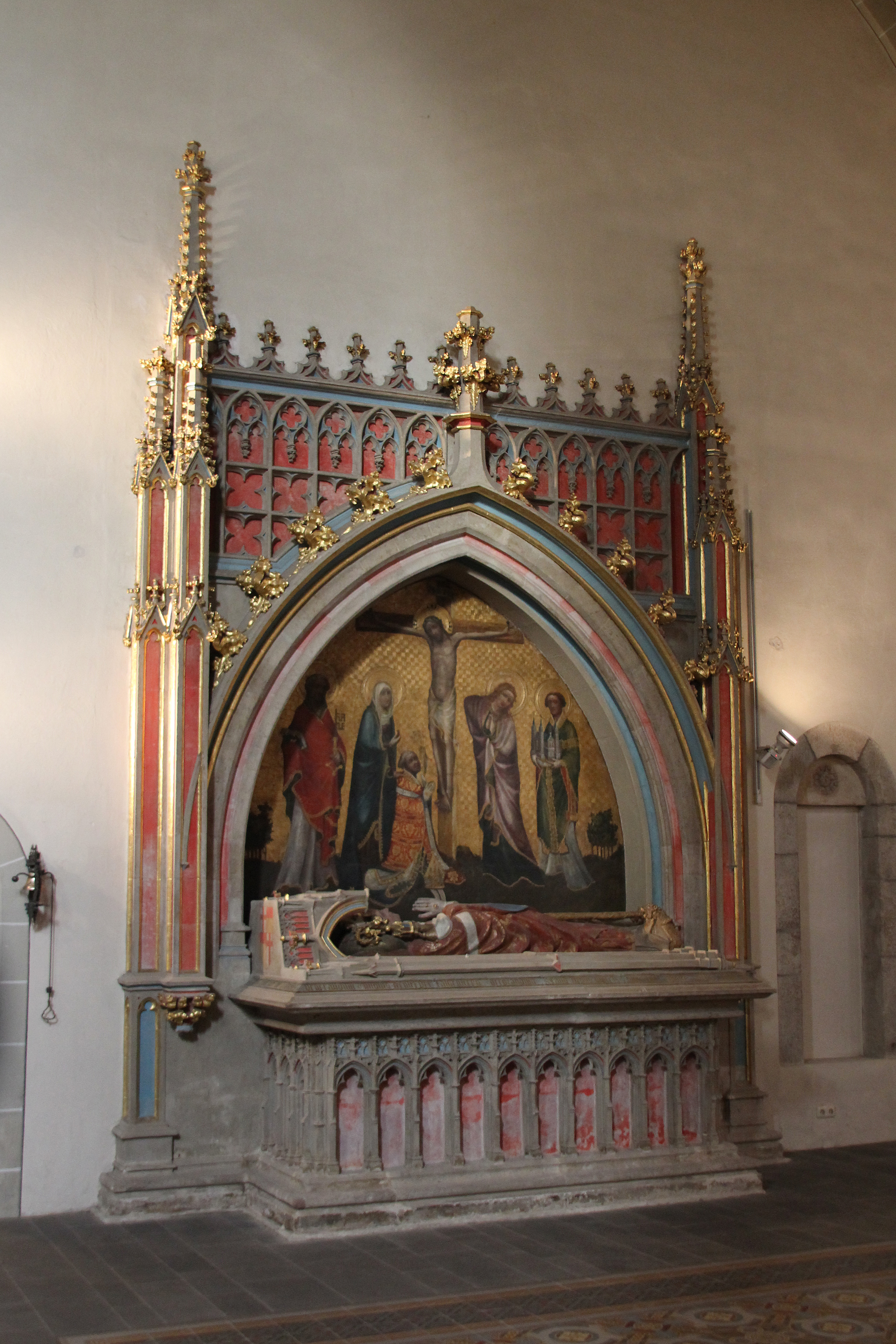
Wilhelm von Köln, Sarkophage des Erzbischofs Kuno von Falkenstein, Basilika St Kastor, Koblenz

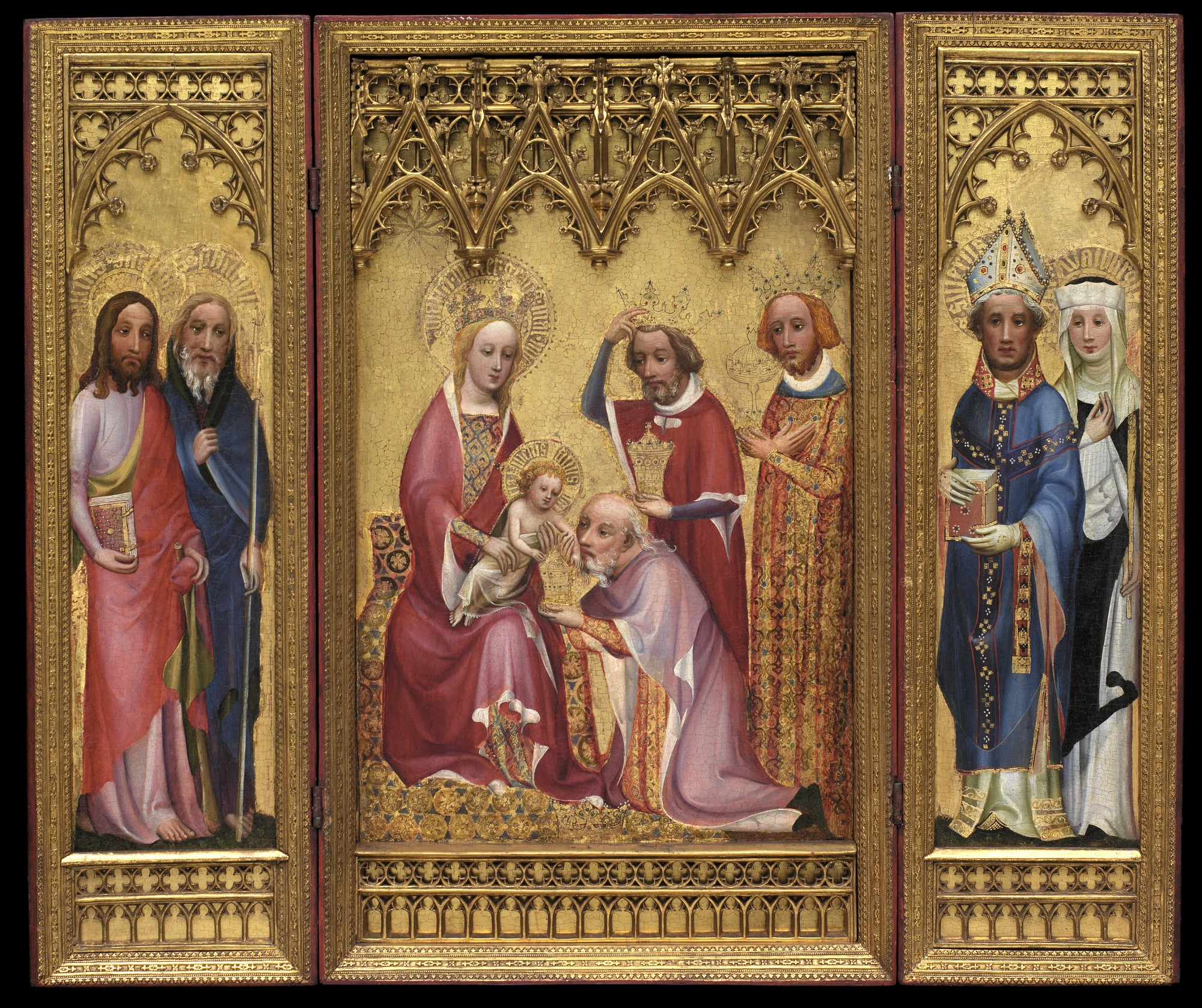
Unknown (Wilhelm von Köln?) – Adoration of the Magi, St. Severus and St. Walburga, St. James and St. Philip – 26.106 – Detroit Institute of Arts

Wilhelm von Köln, auch Meister Wilhelm, ist ein in der Zeit von 1370 bis 1390 in städtischen Urkunden erwähnter Maler in Köln, welcher als das Haupt der älteren niederrheinischen oder Kölner Malerschule angesehen wird, von dem aber keine Werke mit Sicherheit nachzuweisen sind. Sein Name wurde erstmals in der Limburger Chronik von 1380 gefunden. Er steht für eine Reihe von Altarbildern aus dem Ende des 14. Jahrhunderts, deren Haupteigenschaften inbrünstige Frömmigkeit und zarte Anmut, besonders in der Charakteristik der weiblichen Figuren sind und deren Formenbildung sich dem damals herrschenden gotischen Stil anschließt. Bilder dieser Art finden sich im Museum und in verschiedenen Kirchen, unter anderem in Köln, München, Nürnberg, Frankfurt am Main und Berlin. Im Rheinland, nahe der Ahr, wird ihm ein großes Triptychon in der St. Martin Pfarrkirche in Kirchsahr im Sahrbachtal zugeordnet.
Eine Gedenktafel über ihn befindet sich in der Walhalla in Donaustauf.